# مظفر الملك بن شجاع الملك
صاحب السمو مظفر الملك (6 أكتوبر 1901 – 12 يناير 1949) كان مهتار شترال الذي حكم من عام 1943 إلى عام 1949. اتخذ القرار المهم بانضمام تشيترال [الإنجليزية] إلى باكستان في عام 1947. كما أرسل جيشه إلى جيلجيت [الإنجليزية] في آب 1947، للمساعدة في تأمين تلك المنطقة لباكستان.

## الحياة قبل تولي العرش
وُلِد مظفر الملك في 6 تشرين الأول 1901. كان الابن الثاني لمهتار السير شجاع الملك. تم تسليمه للرعاية في سن مبكرة وقضى الجزء الأول من طفولته في منزله الحاضن. تلقى تعليمه في الكلية الإسلامية في بيشاور، وحصل في النهاية على درجة الدكتوراه في القانون [الإنجليزية]. وخلال الحرب الأنجلو أفغانية عام 1919 خدم مع حراس ولاية شيترال [الإنجليزية] تحت قيادة شقيقه ناصر الملك بن شجاع الملك، في صد الهجوم الأفغاني. في عام 1924 عاد إلى شترال وأصبح السكرتير الرئيس لوالده مهتار شجاع الملك. في عام 1930 أصبح مديرًا لمنطقة تَوركو [الإنجليزية] في شيترال. بعد تعيينه سُمي رسميًا بحاكم توركو. وفي عام 1939 رافق ناصر الملك في رحلة الحج إلى مكة المكرمة. وفي هذه الأثناء، احتفظ مظفر بمنصبه الإداري حتى توليه منصب مهتار بشكل غير متوقع في عام 1943.
في 29 تموز 1943 توفي مهتار ناصر الملك بسبب سكتة دماغية. كان لديه ابنتان ولكن ليس لديه أبناء. ولأنه تُوفي دون أن يترك وريثًا طبيعيًا، انتقل مقر السلطة إلى مظفر الملك، الذي كان الأخ الأصغر للمهتار. وصل الوكيل السياسي [الإنجليزية] لوكالة مالاكاند [الإنجليزية] إلى تشيترال واعترف رسميًا بالحاكم الجديد.

## الوفاة
في 12 كانون الثاني 1949، انهار مظفر الملك بسبب مرضه وتوفي. وقد خلفه ابنه الأكبر سيف الرحمن في منصب مهتار.